# Coronela de Barcelona
La Coronela era la força armada amb finalitats defensives del municipi de Barcelona. Formada en bona part per artistes i menestrals dels gremis de la ciutat, s'organitzava en companyies i estava sota el comandament del conseller en cap del Consell de Cent de la ciutat. Era encarregada de la defensa de la ciutat amb el privilegi militar de custodiar els portals i muralles fins al 1714, quan fou desarmada i abolida després del darrer setge de la guerra de Successió espanyola, passant a partir de llavors a estar custodiats per l'exèrcit reial. Tant a la Guerra dels Segadors com a la Guerra de Successió espanyola el paper de la Coronela seria fonamental i heroic en la defensa de la ciutat.
La primera Coronela i la més duradora i activa en el temps va ser la de Barcelona, que rebia el nom del títol de coronel que ostentava en temps de guerra el conseller en cap o batlle de l'època, que era qui la comandava. Va sorgir amb la consolidació dels gremis al segle XVI, tot i que abans la ciutat ja comptava amb mecanismes d'autodefensa en moments de perill on la ciutadania hi participava. Amb el temps, algunes ciutats catalanes imitarien en moments concrets el model barceloní de Coronela, com Lleida, Tortosa, Tarragona i Manresa, que s'emparaven en les Constitucions Catalanes per armar-se i defensar-se en cas d'agressió.

## Antecedents medievals i ordenament legislatiu
La progressiva coordinació dels camperols contra les agressions externes dugué a l'establiment del sagramental el 1068 pel comte Ramon Berenguer I, que recopilà els usatges vigents en la seva època per donar lloc a la primera codificació del dret català, els Usatges de Barcelona. Al nucli d'aquesta compilació ja figurava l'usatge Princeps namque, que atorgava al princeps, el comte de Barcelona, la potestat de cridar a les armes els nobles feudataris i tots els catalans lliures per a la guerra en cas d'amenaça a la seva persona o invasió del seu territori. La redacció definitiva dels usatges es va fer durant el regnat de Jaume el Conqueridor. Davant les discòrdies entre els juristes que prenien partit per la llei gòtica i els que optaven pel dret romà, Jaume I ho va dirimir a les Corts de Barcelona de 1251, on establí la prioritat dels Usatges de Barcelona, i en defecte d'aquests calia recórrer als costums provats o al seny natural.
Durant l'edat mitjana, els comtes de Barcelona van emprar l'usatge Princeps namque per convocar les hosts de nobles feudataris, els ordes militars, els cossos d'almogàvers, així com les hosts veïnals de les ciutats i viles catalanes. Això obligava a tots els catalans d'entre 16 i 50 anys a presentar-se armes davant el comte de Barcelona, aportant vestimenta i armes pròpies, i rebent a canvi una paga per cada dia de servei. L'usatge va ser activat per Pere el Gran durant la Croada contra la Corona d'Aragó i per Pere el Cerimoniós durant la Confiscació del Regne de Mallorca i la Guerra dels dos Peres.
En les Corts de Barcelona de 1368 es va regular la convocatòria amb l'aportació d'un servent (combatent) per cada 15 focs, cosa que passava la responsabilitat de la mobilització als regidors dels comuns. L'host veïnal de Barcelona va ser reglamentada el 1395 amb les disposicions elaborades pels consellers de Barcelona, estipulant que la ciutat pagaria a l'host fins al punt de reunió assenyalat pel rei d'Aragó, moment a partir del qual passava a servei i paga del rei. El 1374 es va acordar la commuta del servei per una quantitat de diners amb els quals es contractaven els homes més aptes per al combat, de manera que passà a ser un fogatge o impost de guerra. Tanmateix, la mobilització general es mantenia invocant el Princeps namque a través del repic de campanes a sometent.

## Les milícies catalanes en l'edat moderna
Després del sagnant final de l'edat mitjana a Catalunya amb la Guerra civil catalana, Ferran el Catòlic va confirmar l'usatge Princeps namque en la compilació de les Constitucions Catalanes que van ser pactades amb el rei a les Corts de 1493. La situació geoestratègica de Catalunya la va convertir en el camp de batalla entre la Monarquia Catòlica i França, i el Princeps namque es va convocar reiteradament. En virtut de l'usatge, el rei també podia convocar el sometent general, una variant massiva del sometent. El sometent era una organització paramilitar catalana pròpia de la modernitat política de Catalunya fins que va ser abolida el 1714, que també podia ser activat de forma autònoma per les viles i ciutats com a cos armat d'autoprotecció civil, separat de l'exèrcit, per pròpia defensa. El sometent era activat mitjançant un específic repic de campanes i al crit de «Via fora!» o «Via fos!». Als segles xvi i xvii va adquirir un paper fonamental en la lluita contra el bandolerisme, els heretges hugonots i els corsaris turcs, fet que va obligar els catalans a conservar les armes a casa i instruir-se periòdicament en el seu maneig. Tanmateix, els virreis de Catalunya es van mostrar recelosos davant d'aquest model d'autodefensa i van impedir sovint la seva convocatòria, el que va portar a la formació de milícies a les viles, les «desenes» i altres tipus de germandats d'armes de caràcter parapolicial i paramilitar que, en no estar tipificades legalment en les Constitucions Catalanes, no requerien l'autorització prèvia del rei ni del virrei per ser mobilitzades.
El 1542, durant la Guerra d'Itàlia, l'exèrcit francès va assetjar Perpinyà, la pressió dels pirates es va intensificar i va esclatar una epidèmia de bandolerisme al principat. Per enfrontar-se a la invasió francesa, Perpinyà va armar una milícia de ciutadans sota el comandament directe dels consellers de la ciutat. A l'agost, el capità general de l'exèrcit Fernando Álvarez de Toledo y Pimentel va decidir, conjuntament amb els consellers de Barcelona, la fortificació de la muralla de Barcelona per convertir-la en una plaça fortificada, mentre els diputats de la Generalitat i els consellers van decidir armar les confraries dels gremis barcelonins. El desplegament dels gremis va ser ràpid i àgil, i l'any següent van realitzar una parada militar sota les banderes pròpies de cada gremi. El 1544 es va ratificar que la milícia estava sota les ordres del conseller en cap de Barcelona, al qual se li va conferir la capitania de la unitat amb el grau de «Coronell». El 1554, l'organització gremial es va sistematitzar mitjançant els quartos, les zones urbanes en què va ser dividida la ciutat de Barcelona.

### La Coronela durant la Guerra dels Segadors
Des de l'estructuració de 1544, els confrares dels gremis barcelonins van estar en estat de mobilització latent, desactivats però armats i organitzats per ser convocats amb rapidesa sota les ordres del conseller en cap de Barcelona. El 1626 els gremis de la ciutat havien constituït 31 companyies. El 1635 el Regne de França entrava en la Guerra dels Trenta Anys, i el 1636 es va ordenar la mobilització de la milícia barcelonina, que organitzà deu companyies.. El 18 d'abril 1638, 10 de les 39 companyies de la Coronela, formades en dos bàndols de 5 companyies, feren exercicis militars davant del baluard del Migdia.
Es tractava de les següents companyies:
| - Argenters - Sastres - Sabaters | - Fusters - Passamaners - Calceters, llibreters i vidriers | - Estevaners i espardenyers - Velluters - Velers | - Escudillers i daguers |

L'any 1641, la componien almenys 40 companyies gremials i 14 companyies de religiosos, incloses les companyies de:
| - Mercaders de teles - Sabaters - Sastres - Passamaners - Estevaners - Velers | - Taverners - Teixidors de lli - Droguers - Cordoners - Estudiants - Blanquers | - Notaris (reials) - Argenters - Tintorers - Hortolans del portal de Sant Antoni - Ollers - Paraires | - Llibreters - Calceters i vidriers - Notaris causídics - Serratgers - Cirurgians - Forners i flequers - Companyia a cavall dels Mercaders - altres companyies no identificades pel nom |

El 1649 hi havia 49 companyies gremials i 18 de religiosos que conformaven els 4 terços de Barcelona.
Cada companyia estava composta per entre 100 i 120 soldats, comandats per un capità, un alferes, un sergent i un o dos caps d'esquadra.
L'agreujament de la situació militar i política del comte duc d'Olivares van provocar l'esclat de la guerra dels Segadors i de la independència de Catalunya, que es va constituir en una efímera República Catalana. Tanmateix, una setmana més tard, el 23 de gener, davant l'alarmant penetració de l'exèrcit de Felip IV de Castella, Pau Claris proclamava Lluís XIII de França com a comte de Barcelona i posava el Principat de Catalunya sota sobirania francesa. L'octubre de 1640, la milícia de Barcelona va ser reorganitzada en quatre terços amb els seus respectius mestres de camp i sergents majors.
Barcelona va armar a companyies de militars professionals, que van acabar fonent-se amb la milícia gremial en el Terç de Santa Eulàlia. També existia el Terç de Barcelona, l'actuació del qual va ser decisiva en la victòria de la Batalla de Montjuïc. Després de la caiguda en desgràcia del comte duc d'Olivares i anys de conflicte, Joan Josep d'Àustria va posar fi al setge de Barcelona el 1652 i a la guerra dels Segadors pactant unes condicions molt avantatjoses amb les autoritats catalanes que incloïen el manteniment de l'ordenament constitucional català. Per la seva banda, el monarca va obtenir el control de les insaculacions del Consell de Cent de Barcelona i la Generalitat de Catalunya, i el control sobre els portals, les muralles i l'armeria de la ciutat de Barcelona.

### Període d'entreguerres
La pèrdua de l'autonomia militar del municipi va posar en crisi la milícia gremial, que fou substituïda per l'exèrcit del rei en la custòdia de portals i muralles, de manera que la defensa de Barcelona va passar a ser facultat exclusiva seva.
El 1675, Barcelona va realitzar el primer moviment per a la recuperació del privilegi militar durant la Guerra francoholandesa, la crisi de les finances espanyoles, i la invasió de les tropes franceses. Els consellers de Barcelona van oferir al virrei armar i pagar un cos de 500 homes, sempre que s'acceptessin les antigues formes tradicionals i el cos estigués sota les ordres directes del conseller en cap. L'oferiment va ser rebutjat.

### Guerra de les Reunions
El 1684, durant la guerra de les Reunions, el virrei Alexandre de Bournonville va haver d'abandonar Barcelona amb l'exèrcit per a la defensa de Girona, i va sol·licitar als consellers que s'armessin algunes companyies per defensar la ciutat en la seva absència. Llavors, aprofitant l'absència del virrei, el Consell de Cent i el Braç militar de Catalunya, es va extralimitar en les seves competències i va aixecar una milícia de 46 companyies sota el comandament de capitans seleccionats d'entre els membres del Braç militar de Catalunya. El cos enquadrava un total de 4.500 homes armats, que van assumir de facto la custòdia de les muralles i els portals. En tornar, el virrei va ordenar immediatament el desarmament de la milícia i el lliurament dels símbols de comandament.

### Guerra dels Nou Anys
Durant la Guerra dels Nou Anys, Barcelona va aconseguir l'autorització reial per aixecar novament la seva milícia. Davant l'imminent setge francès de la ciutat, el rei Carles II d'Espanya va sol·licitar per carta el 20 de maig de 1697 al virrei Francisco Antonio Fernández de Velasco que autoritzés la ciutat per alçar, armar i pagar la milícia barcelonina seguint les antigues formes tradicionals. El 28 de maig de 1697 es va formar el Terç dels Gremis sota el comandament del conseller en cap Francesc Taverner i Montornès.

## Sobirania de Felip V de Castella
L'entronització del duc d'Anjou com a nou monarca espanyol sota el nom de Felip V de Castella el novembre de 1700 va fer que el 1702 esclatés la Guerra de Successió Espanyola quan la Casa d'Àustria va envair els territoris espanyols a Itàlia. El 1703, Anglaterra i Holanda es van unir a la Casa d'Àustria i es va nomenar l'arxiduc d'Àustria com a nou monarca espanyol sota el nom de Carles III. El 1704, Felip V va ordenar la reorganització de l'exèrcit: els terços espanyols van perdre el seu nom i van passar a ser anomenats segons la norma francesa, regiment, inicialment amb un batalló, i dos a partir de 1706; i els mestres de camp van ser bandejats per donar lloc als anomenats colonel (coronel).
El 27 de maig de 1704 es produeix un primer intent de desembarcament aliat a Barcelona, amb Jordi de Darmstadt al front amb 30 vaixells britànics i 18 holandesos, però només 1.200 mariners anglesos i 400 soldats holandesos. Es comptava amb el suport de conspiradors, però el virrei Velasco va mobilitzar la nova milícia gremial i al conseller en cap li va atorgar de nou el rang de coronel. El fet d'estar sota el seu comandament la milícia gremial, aquesta s'anomenà «Coronela de Barcelona». Fracassat el desembarcament anglès, els aliats fugiren bombardejant el 31 de maig i Velasco, en descobrir la complicitat dels catalans amb els aliats, la va desmobilitzar, demanant auxili urgent a la cort de Madrid sol·licitant que li enviessin reforços militars per contenir la ciutat, i iniciant una política indiscriminada de detencions de tots aquells a qui considerava no afectes a Felip V de Castella. Els austriacistes eren una minoria, però l'opinió pública es va capgirar a causa de les detencions arbitràries a Barcelona, que vulneraren greument les Constitucions Catalanes. Una d'aquestes detencions fou el 5 de febrer de 1705, quan foren detinguts Pau Ignasi de Dalmases i Ros i el seu cunyat Josep Faust de Potau a Madrid quan havien estat enviat protestar davant Felip V per l'actuació del virrei. Això, sumat a l'exigència de Felip V a l'abril que les vegueries li juressin la seva fidelitat explícitament, va provocar que la majoria indiferent a la qüestió dinàstica es radicalitzés contra Felip V, desitjant el retorn de la Casa d'Àustria al govern de la monarquia hispànica en la persona de l'arxiduc Carles d'Àustria.

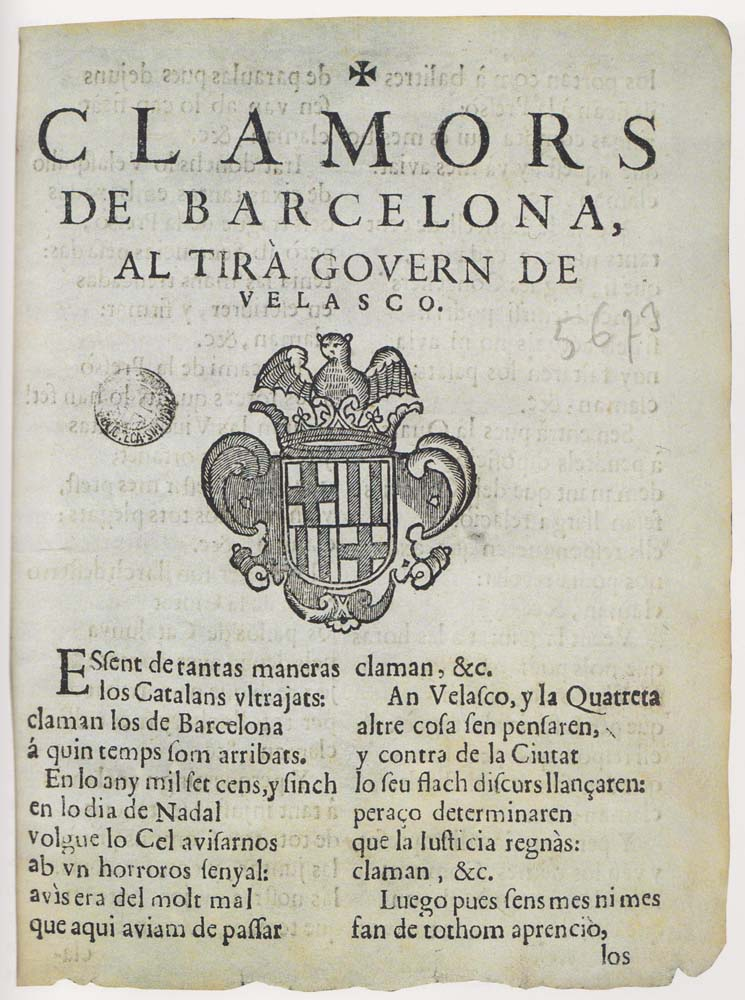
«Clamors de Barcelona al tirà govern de Velasco» (1705)

El 17 de maig de 1705, diverses personalitats de la petita noblesa vigatana, coneguts popularment com a "Els Vigatans" i més oficialment com a Companyia d'Osona, s'aplegaren a l'ermita de Sant Sebastià i signaren el Pacte dels Vigatans amb el Regne d'Anglaterra. Arran d'aquest pacte, Anglaterra es comprometia a facilitar ajuda militar enfront Felip V de Castella, així com a respectar Carles III i les lleis catalanes. A canvi, els catalans austriacistes es conjuraven a facilitar el desembarcament de tropes de la Gran Aliança a la costa catalana i es van armar diverses companyies de miquelets comandades per Josep Moragues i Mas, que actuaren obertament controlant les comunicacions des de l'interior fins a Barcelona i derrotaren les tropes borbòniques al combat del Congost.
El juliol es va llançar una columna que va iniciar la marxa sobre Barcelona mentre l'armada anglesa desembarcava novament davant les seves platges disposades a iniciar el setge de la ciutat. Mataró es declarà per Carles i llevà un regiment per ajudar en el setge, i Girona i Tarragona també es declaren per Carles. L'ofensiva aliada per ocupar Catalunya continuà i Lleida caigué en mans de Manuel Desvalls i de Vergós el 23 de setembre. Amb la ciutat encerclada, els consellers de Barcelona es van presentar al virrei Velasco el setembre oferint-se a mobilitzar la Coronela de Barcelona, i el virrei, tot i no haver rebut cap dels reforços que havia demanat a la cort Madrid i comptar amb reduïts efectius, es va negar absolutament a lliurar les claus de l'armeria de Barcelona i armar la Coronela, temorós d'un cop militar. Després de la Batalla de Montjuïc i la pèrdua de la fortalesa que dominava la ciutat, el virrei de Catalunya va signar la capitulació el 9 d'octubre de 1705. És aleshores quan la ciutat s'aixeca contra Velasco i per calmar la revolta, el 22 d'octubre, entra a Barcelona l'Arxiduc Carles, que el 7 de novembre de 1705 jura les constitucions catalanes i és coronat com a Carles III d'Espanya,

## Sobirania de Carles III
Carles III va accedir a la petició dels consellers de Barcelona de restaurar plenament el privilegi d'autonomia militar de la ciutat, que havia perdut després de la fi de la guerra dels Segadors cinquanta anys abans. El privilegi va ser restaurat mitjançant el Reial Decret del 29 novembre de 1705.
Amb la necessitat d'expulsar la Casa de Borbó de la península Ibèrica, es va procedir a la lleva de l'Exèrcit Regular Austriacista, el Consell de Cent va llevar el Regiment de la Ciutat de Barcelona i la Generalitat el Regiment de la Generalitat de Catalunya, de 500 homes cadascun. El febrer de 1706 es va acabar la configuració definitiva de la Coronela.
La Coronela de Barcelona tenia com a àmbit de combat la mateixa ciutat i no s'havia concebut per sortir a camp obert. La seva comesa era custodiar tota la ciutat, controlant les entrades i les sortides pels portals, i patrullant les muralles. D'aquesta manera, alliberava d'aquesta tasca a l'Exèrcit Regular Austriacista per tal que tots els seus efectius operatius quedessin com a exèrcit de campanya per poder expulsar els invasors francesos i acabar amb l'exèrcit de Felip d'Anjou. Com unitat especial de combat apta per a operacions especials en el camp davant de Barcelona, la Coronela es va dotar d'una companyia de granaders formada pels 200 homes més excelsos físicament, seleccionats d'entre totes les companyies, presents a les cerimònies de gala que presidien els actes tradicionals dels gremis que formaven la Coronela.
Organitzada en 44 companyies sota el comandament de l'aristocràcia catalana enquadrada en el Braç Militar de Catalunya, la Coronela tenia un total de 3.200 combatents escollits d'entre els 4.525 confrares afiliats als gremis barcelonins. El 20 de març de 1706, Carles III va lliurar la patent oficial de coronel al conseller en cap de Barcelona, un càrrec de caràcter anual.
Felip d'Anjou es negà a donar-se per vençut i, conscient del perill que suposava Barcelona en mans de l'enemic, decidí llançar un atac. Així, demanà a René de Froulay de Tessé que es dirigís tan ràpid com pogués a Barcelona des de Lleida amb reforços enviats de França i l'estol de Toló comandat per Lluís Alexandre de Borbó amb canons i munició. Les tropes arriben el 3 d'abril de 1706 a la ciutat i la posen a setge, i Felip arribà des de Madrid. El rei Carles, tot i que podia fugir fàcilment per mar, va decidir esperar l'estol de socors. Arthur Chichester va resistir fins al dia 26 al castell de Montjuïc, quan caigué en mans borbòniques. La muralla de la ciutat fou atacada amb artilleria a la zona de Sant Antoni, on es produí una important fissura. El 27 d'abril les tropes aliades aconseguiren entrar a la ciutat desembarcant en barques de pescadors gràcies a la retirada de l'estol de Lluís Alexandre de Borbó, causada per saber del gran estol aliat que s'aproximava. Els borbònics, que podien haver presentat batalla, fugen en un complet desordre i, atiats pels miquelets, abandonen l'artilleria i les municions, fins al punt que Felip d'Anjou ha de fugir cap al Rosselló a França, i tornar a Espanya per Navarra. Durant el setge, els anglesos havien quedat impressionats per l'alta preparació, disciplina i valentia de la Coronela de Barcelona.
Finalitzat el setge es van poder lliurar les patents oficials dels capitans del Braç Militar de Catalunya, i fou un dels primers de rebre'l Sebastià de Dalmau i Oller el 12 de maig de 1706. Un any més tard, el 6 de febrer de 1707, l'arxiduc Carles li va concedir a Rafael Casanova el títol de Ciutadà Honrat per haver salvat la ciutat durant el setge de Barcelona de 1706.

## Militarització de la Coronela
El nomenament dels oficials (capità, tinent i alferes) que havien de comandar les companyies de la Coronela va quedar a elecció dels propis gremis. Els capitans havien de ser escollits entre l'aristocràcia catalana afiliada al Braç Militar de Catalunya, i una vegada feta la proposta la presentaven al rei, qui li lliurava la patent. A partir de llavors, els nous nomenaments de capità havien de comptar amb l'aprovació dels ja existents, els capitans vells, i a partir de 1713, amb l'aprovació personal del protector del Braç Militar de Catalunya. D'acord amb les patents, el rei va pagar el sou dels oficials majors i els capitans de la Coronela i, a partir de 1711, els dels tinents i alferes, quan aquests reberen també la patent del rei.
El 22 d'agost de 1706 es va donar un nou pas cap a la militarització dels civils que servien a la Coronela quan el rei, amb el vistiplau dels Tres Comuns de Catalunya, va declarar que mentre els civils estiguessin de guàrdia estaven sota jurisdicció militar. Per mantenir el control directe de la milícia, el Consell de Cent de Barcelona va publicar un memorial el 30 novembre de 1706 declarant que, tot i que els civils estaven sota la jurisdicció militar, serien els consellers que decidirien qui entrava de guàrdia i aplicaria les sancions disposades en el codi militar. El procés de militarització va culminar entre octubre de 1706 i març de 1707, quan la Coronela va passar a uniformar-se completament, i els antics mosquets van ser substituïts pels nous fusells reglamentaris, quedant a tots els efectes equiparada a un regiment d'infanteria de l'Exèrcit Regular Austriacista. Així mateix, els gremis van veure beneïdes les banderes de les seves companyies. Les despeses eren sufragades pels gremis barcelonins, excepte l'armament, que era pagat per la Corona.
En l'escala (ordre de prelació) de 1706 es van formar 44 companyies ordenades jeràrquicament que prenien com a referència l'antiguitat del gremi, que considerava la prelació un factor de prestigi. Finalitzat el setge borbònic de 1706, diversos gremis van criticar la prelació en considerar que la seva companyia ocupava un escalafó que no es corresponia a la seva antiguitat. El setembre es va proposar una nova escala que no va obtenir consens. Es va negociar una nova proposta i el desembre de 1706 va ser ratificada. Donada la desigualtat de poder entre alguns gremis, alguns havien d'unir els seus esforços amb altres per sufragar les despeses d'una companyia, però la rivalitat i competència entre els gremis barcelonins produïa tensions, i el 1708 es va reordenar l'escala sumant 45 companyies. Aquests arranjaments reflectien el món industrial dels gremis, ja que malgrat la militarització total, la Coronela no deixava de ser un cos format per mestres, artesans, i aprenents dels gremis catalans, amb uns costums tradicionals i manera de treball propis.

## Oficials i companyies
L'oficialitat de la Coronela de Barcelona era l'equivalent a la d'un regiment d'infanteria reglat: el conseller en cap era el seu coronel, i en tractar-se d'un un càrrec que es renovava anualment, la continuïtat en la línia de comandament quedava assegurada per la figura del tinent coronel, un rang amb perfil específicament militar. A les seves ordres hi havia el sergent major, que habitualment va tenir el comandament directe sobre la unitat quant al seu desplegament sobre el terreny i ensinistrament tàctic. Aquests tres oficials majors tenien patent oficial del rei i, per tant, estaven a sou de la Corona com la resta de regiments de l'Exèrcit Regular Austriacista. Les ordres eren sempre impartides pel coronel —el conseller en cap—, després de conferenciar amb el tinent coronel, i transmeses pel sergent major a través dels ajudants, qui les comunicaven als capitans de cada companyia.
La coronela va tenir un paper especialment important en la defensa de la ciutat contra les tropes borbòniques. Els 4.500 civils enquadrats en la Coronela van defensar la ciutat durant el darrer Setge de Barcelona durant la Campanya Catalana de la Guerra de Successió Espanyola; aleshores estava organitzada en 48 companyies formades cada una per uns 80 homes que s'agrupaven de vuit en vuit formant un batalló, el qual tenia aproximadament uns 700 soldats.
Donada la seva mida, la Coronela de Barcelona es va dotar de 3 ajudants dragons per garantir la ràpida i efectiva transmissió de les ordres a través de la cadena de comandament en una zona de combat tan àmplia com era la ciutat de Barcelona. Per cobrir la plaça de dragons es va exigir a aquests oficials un excel·lent nivell de comprensió de les ordres militars, així com experiència de combat per a ser ràpids i precisos en la transmissió de les ordres del conseller en cap.

## Uniformes

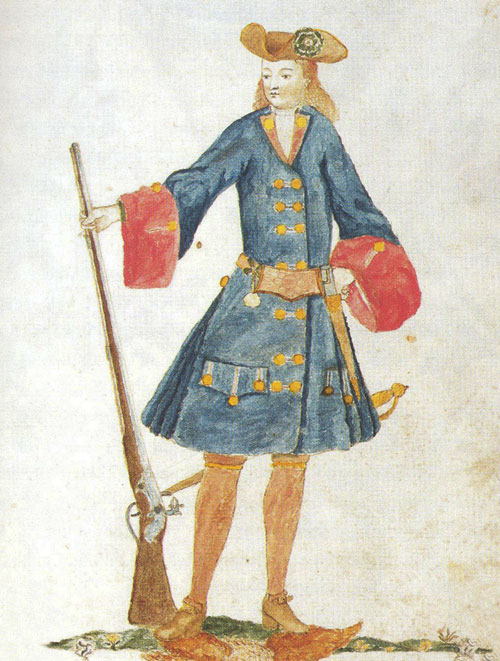
El milicià Gaspar Ferran de la companyia de platers el 1707.

Al març de 1707 es va completar el procés perquè tots els membres de la Coronela vestissin amb uniforme militar. Cada gremi va pagar els respectius uniformes i van quedar a la seva discreció els colors de la seva companyia. El factor comú de tota la unitat era el color de la divisa, de vermell carmesí, així com el folre de la casaca, també vermell. Els colors de la casaca anaven des de diverses tonalitats de blau, fins al groc, verd, blanc i vermell, segons quin fos el seu batalló, de manera que es mantenia la personalitat pròpia de cada companyia i, per tant, de cada gremi, dins de la uniformitat del batalló. Pel que fa al barret de tres pics o tricorni, algunes companyies li van brodar galó d'or o de plata, completant-lo amb rosa de tafetà del mateix color que la divisa de la unitat, el vermell o granat. Totes les companyies es van dotar de corbata blanca, que era una propietat personal del confrare, i les mitges es portaven «a la virulé», cobrint el genoll. La unitat al complet estigué llesta en 22 de març de 1707, quan es va realitzar la primera parada militar a la tornada del rei a Barcelona.
Les factures de la compra d'uniformes de 1706 revelen algunes particularitats. Les companyies armades pels gremis més poderosos econòmicament van encarregar els seus uniformes amb «drap de 24», mentre que aquelles més modestes ho van fer amb «drap de 22». També van marcar diferències els botons, ja que aquelles més benestants els van comprar de llautó daurat, mentre la resta va optar per botons folrats del mateix color que la casaca. Pel que fa al patronatge, va quedar a l'arbitri dels gremis, de manera que algunes companyies duien la casaca amb solapes de 32 botons, mentre altres com les dels pintors en portaven 24. Els criteris de per a l'agrupació dels botons frontals anaven des dels agrupats de 3-3-3, passant pel 2-2-2-2, fins al 2-3-1. Finalment, les sabates eren propietat del cofrade.
El 1710, després de cinc anys de guerra, es va produir una segona compra massiva d'uniformes, en la que els gremis barcelonins van gastar més que el 1706, cosa que demostrava una potència econòmica superior. La majoria de companyies van comprar drap de primera qualitat engalanant-les amb botons de llautó daurats, i gran part de les companyies que havien optat pels colors groc, verd, blanc i vermell, es van passar a diverses tonalitats de blau, fent que aquest color acabés com el majoritari entre les companyies de la Coronela. A excepció dels hortolans, que anaven de verd, i algunes altres que vestien de blanc o de groc, la divisa comuna a tota la unitat, el vermell o granat, i la majoria de blau, va conferir a la Coronela de Barcelona la uniformitat que mantindria fins a 1714 de blau i grana.

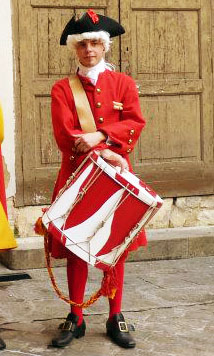
Recreació històrica d'un Tambor de la Coronela de Barcelona en 1714

El 1706 es van aprofitar els 10 tambors del Terç de Barcelona, a les ordres del Tambor Major, i la seva tasca era donar entrada i sortida al ritual del canvi de la guàrdia, així com servir de fons musical per als actes tradicionals i protocol·laris. El 1710 van augmentar en nombre fins a 15, i 20 el 1714. El seu uniforme era vermell carmesí, tant casaca com divisa, folre i mitges. Els tambors duien pintada la caixa amb els mateixos colors de vermell i plata, decorada amb les armes de la ciutat, i engalanada amb borles i cordons, i galó en plata. El caràcter ritual dels tambors va estar sempre present en les tradicions de la unitat i es documenten en les entrades del rei Carles III d'Àustria a Barcelona, a l'entrada de la reina Elisabet Cristina de Brunsvic-Wolfenbüttel, en els canvis de guàrdia de la Coronela de Barcelona, en la guàrdia del Palau Reial, en els funerals, i en les parades i desfilades de la Coronela de Barcelona, com la que va tenir lloc el març de 1714.

## Armament
El 1707, quan la Coronela de Barcelona va finalitzar el procés de militarització, va substituir els obsolets mosquets i arcabussos amb els moderns fusells, l'arma amb què es va armar l'Exèrcit de Catalunya, majoritàriament facturats a Anglaterra o Àustria. L'armament es completava amb baioneta de casquet i espasa. En cinyell portaven una cartutxera ventral, de cuir i amb l'escut heràldic de Barcelona gravat, així com les beines per a la baioneta i per l'espasa. El flascó amb la pólvora d'encebar podia anar lligat a la cintura i els granaders incorporaven a l'equipament un sarró, també gravat amb les armes de la ciutat, on portaven les granades. Com a element distintiu i per facilitar l'operació de llançament de les granades de mà, els granaders no vestien amb el tricorni, sinó amb gorra granadera. Emparats per les constitucions catalanes, els milicians guardaven el fusell a casa.

## Bandera de Santa Eulàlia i banderes de guerra de la Coronela
La bandera d'un regiment d'infanteria era un element d'identitat i prestigi, i alhora una eina pràctica per establir la posició del comandament militar, al qual en el caos de la batalla havien de prestar suma atenció els soldats per seguir les ordres que s'establissin. Cada regiment d'infanteria reglat tenia una bandera principal, i dues o tres banderes menors; donada la seva càrrega simbòlica, la captura d'una bandera enemiga, d'un «color» segons la terminologia de l'època, era apreciada com a senyal de victòria. La defensa de la bandera per evitar que caigués en mans de l'enemic suposava habitualment una ferotge lluita a mort.
Donada la base gremial de la Coronela de Barcelona, cada gremi tenia les seves pròpies banderes per al seu ús religiós o cerimonial, així com les de combat. Des del segle anterior, durant la Guerra dels Segadors, els gremis disposaven de banderes religioses i de guerra i, en esclatar Guerra de Successió Espanyola, els gremis barcelonins van renovar les seves banderes de guerra, que acompanyaven sempre a la companyia quan entrava en servei de guàrdia als portals i muralles de Barcelona. Aquestes banderes de guerra mesuraven uns 2 metres per costat, i estaven engalanades com les de l'Exèrcit Regular Austriacista: asta, llança, cordons, borles i, en alguns casos, guaspa. Quant al disseny, n'hi havia de pintades i de cosides, lluint les armes de la confraria gremial sobre fons de color.
Des de l'edat mitjana, la bandera de guerra de Barcelona havia estat la tradicional de la creu de Sant Jordi amb el senyal del rei d'Aragó. El capítol catedralici custodiava una bandera amb la imatge de Santa Eulàlia de Barcelona, copatrona de la ciutat, que era usada cerimonialment durant la processó del Corpus Christi. Al segle xvi la tradicional bandera quarterada va caure en desús, passant a adoptar la bandera religiosa amb la imatge de Santa Eulàlia com a bandera de guerra de Barcelona. Durant la Guerra dels Segadors, la bandera amb la imatge de Santa Eulàlia va presidir el Terç de Santa Eulàlia a la Batalla de Martorell. En l'inventari realitzat a la Casa de la Ciutat de Barcelona el 1674 es documenta l'existència d'una bandera processional i d'un pendó de Santa Eulàlia, que eren sagradament custodiats en una arca que només es podia obrir amb tres claus diferents.
Segons la descripció del Dietari de Jeroni Pujades el 1601, la bandera de Santa Eulàlia estava constituïda per un camper de color carmesí, amb la imatge de Santa Eulàlia pintada al mig. Acompanyaven la imatge de la patrona de Barcelona l'escut de la ciutat i l'escut del capítol de la catedral de Barcelona. El 1640, el Consell de Cent acordà afegir a la bandera de Santa Eulàlia les «armes del Santíssim Sagrament»:
| «                                       | La forma de la bandera sobredicha era a modo de un pendón, poco más grande que un estandarte de los que hoy usa la caballería y dragones. Era de damasco carmesí. A la una parte estaba la imagen de santa Eulália, a la otra la de un cáliz con una hostia sagrada y un lema que decía: "Exurge, Deus, judica causam tuam". | » |
| — Capità Francesc de Castellví i Obando | |   |

Atès que no hi ha encàrrecs per a la confecció de noves banderes als registres dels consellers de Barcelona, la bandera de Santa Eulàlia que va portar el conseller terç Pere Joan Rosell el 1641 contra el marquès dels Vélez, fou la mateixa que Rafael Casanova va portar l'11 de setembre de 1714. Al març de 1714 el conseller en cap Rafael Casanova i el conseller segon Salvador Feliu de la Penya van instar al comandant Antoni de Villarroel a fer servir les tropes la Coronela en combat obert contra el cordó de bloqueig borbònic en el camp davant de Barcelona, sota l'empara de la Bandera de Santa Eulàlia seguint el protocol fixat en 1640.
El Museu d'Història de Barcelona conserva la part central d'una antiga Bandera de Santa Eulàlia, una peça de seda pintada a l'oli per les dues cares que en un moment no determinat, adherida a un suport de fusta per a presentar-la com un quadre. La cara actualment visible representa Santa Eulàlia amb els seus atributs, envoltada per un emmarcament de grotescos. Per l'estil, aquesta pintura correspon a finals del segle xvi o començaments del segle xvii.
Després de la reforma de 1713 que va reorganitzar la Coronela en 6 batallons, es va dotar a cada batalló d'una bandera amb la imatge del sant patró o misteri catòlic sota l'advocació del qual estava: Santíssima Trinitat, Immaculada Concepció, Santa Eulàlia de Barcelona, Santa Madrona, Sant Sever de Barcelona, i Mare de Déu de la Mercè. Cadascuna de les sis primeres companyies de cada batalló mostraven a l'anvers la imatge del sant patró amb l'escut heràldic de Barcelona sota, i en l'anvers les reials armes de Carles III d'Àustria amb el símbol heràldic del gremi repetit en les quatre cantonades de la bandera, una descripció que no s'ha pogut confrontar amb la documentació dels gremis.

## La resistència de Catalunya (1713-1714)
El 13 de juny de 1713, la conferència de Cervera, entre el comte de Königsegg per part austriacista i el marquès de Grimaldi pels borbònics, pretenia preparar un armistici mentre es procedís a l'evacuació de les tropes estrangeres tal com s'havia decidit al Tractat d'Utrecht, i la capitulació de Barcelona i Tarragona, però la condició que les llibertats catalanes fossin mantingudes feu fracassar la conferència. El 22 de juny s'acordà la retirada de les tropes imperials pel Conveni de l'Hospitalet.
Veient que Anglaterra es retiraria de la guerra, es va convocar a Barcelona el 30 de juny de 1713 una Junta de Braços per deliberar si Catalunya s'havia de sotmetre a Felip V o prosseguir la guerra en solitari. El 5 de juliol, el Braç Reial va emetre el seu veredicte proposant que es continués la guerra, i el 6 de juliol va fer el mateix el Braç Militar de Catalunya. Presa la decisió de continuar la guerra en solitari, els comissionats dels braços generals la van lliurar als diputats de la Generalitat de Catalunya perquè la publiqués i declarés l'estat de guerra. Els diputats de la Generalitat, contraris a la proclamació, dilataren l'entrada en vigor legal de l'edicte tres dies.
La proclamació pública de guerra va tenir lloc a les sis del matí del 9 juliol de 1713 i l'endemà es va publicar un ban per llevar efectius per l'Exèrcit de Catalunya, les primeres unitats del qual van ser el regiment d'infanteria de la Generalitat i el regiment d'infanteria de Barcelona. Per al càrrec de general comandant, els Tres Comuns de Catalunya van nomenar el tinent mariscal Antoni de Villarroel i Peláez el 10 de juliol. A finals de juliol, la lleva ascendia a prop de 4.000 combatents a sou dels Comuns, es nomenaven els oficials i es lliuraven les patents en nom dels Tres Comuns, no de Carles III d'Àustria.
En assumir el comandament general de l'Exèrcit de Catalunya, el tinent mariscal Antoni de Villarroel va suggerir reformar la Coronela per fer-la més funcional i el 2 d'agost se'n va aprovar la nova escala. Es va reorganitzar reduint de 9 a 6 el nombre de batallons, cadascun dels quals es va posar sota l'empara d'un sant patró o d'un misteri catòlic. Cadascun dels batallons comptava amb 7, 8 o 9 companyies, totalitzant 47 companyies, que després van ser 48 per partició de la 3a companyia del 2n Batalló. Cada companyia disposava de capità, tinent, alferes, 2 sergents i 4 caps.
Els noms dels batallons de la Coronela eren:
|             | I Batalló Santíssima Trinitat                    | II Batalló Immaculada Concepció                             | III Batalló Santa Eulàlia                               | IV Batalló de Santa Madrona  | V Batalló de Sant Sever                           | VI Batalló de la Mare de Déu de la Mercè |  |
| ----------- | ------------------------------------------------ | ----------------------------------------------------------- | ------------------------------------------------------- | ---------------------------- | ------------------------------------------------- | ---------------------------------------- |  |
| Hospital    | Santa Maria del Mar                              | Convent de Santa Clara                                      | Sant Pere de les Puel·les                               | Convent de Santa Anna        | Convent de Sant Francesc                          | Convent de Santa Mònica                  |  |
| Oficial     | Jaume Pagès                                      | Jaume Otser                                                 | Pau Agell                                               | Josep Orri                   | Josep Sisó                                        | Antoni Calvaria                          |  |
| Assistència | 6 cirujans 6 fadrins                             | 6 cirujans 6 fadrins                                        | 6 cirujans 8 fadrins                                    | 4 cirujans 5 fadrins         | 6 cirujans 8 fadrins                              | 5 cirujans 7 fadrins                     |  |
|             |                                                  |                                                             |                                                         |                              |                                                   |                                          |  |
| Companyia   | 1ª companyia (pr. 1)                             | 1ª companyia (pr. 9)                                        | 1ª companyia (pr. 18)                                   | 1ª companyia (pr. 25)        | 1ª companyia (pr. 32)                             | 1ª companyia (pr. 41)                    |  |
| Gremis      | Adroguers i confiters                            | Notaris Públics de Barcelona                                | Notaris Públics Reals                                   | Candelers de cera, i pintors | Notaris causídics                                 | Freners                                  |  |
| Capità      | Vicenç Duran i Mora                              | Josep Oliver                                                | Carles de Oliver de Botaller                            | Josep Francesc de Peguera    | Francesc Mas i Duran                              | Josep de Lanuza i de Gilabert            |  |
|             |                                                  |                                                             |                                                         |                              |                                                   |                                          |  |
| Companyia   | 2ª companyia (pr. 2)                             | 2ª companyia (pr. 10)                                       | 2ª companyia (pr. 19)                                   | 2ª companyia (pr. 26)        | 2ª companyia (pr. 33)                             | 2ª companyia (pr. 42)                    |  |
| Gremis      | Mercaders                                        | Paraires i tintorers de drap                                | Sabaters                                                | Argenters                    | Ferrers i calderers                               | Fusters                                  |  |
| Capità      | Josep Duran                                      | Francesc Busquets                                           | Joan Bòria i Gualba                                     | Gaspar de Berart             | Joan Catà i Renau                                 | Joan Francesc Masdéu                     |  |
|             |                                                  |                                                             |                                                         |                              |                                                   |                                          |  |
| ompanyia    | 3ª companyia (pr. 3)                             | 3ª companyia (pr. 11)                                       | 3ª companyia (pr. 20)                                   | 3ª companyia (pr. 27)        | 3ª companyia (pr. 34)                             | 3ª companyia (pr. 43)                    |  |
| Gremis      | Mestres sastres                                  | Cotoners, assaonadors i pellers                             | Boters                                                  | Hortolans de Sant Antoni     | Hortolans del Portal Nou                          | Mercers, i botiguers de tela             |  |
| Capità      | Magí de Ninot                                    | Francesc de Bastero                                         | Francesc Vilana                                         | Vicenç Magarola              | Tomàs de València                                 | Antoni Berenguer                         |  |
|             |                                                  |                                                             |                                                         |                              |                                                   |                                          |  |
| Companyia   | 4ª companyia (pr. 4)                             | 4ª companyia (pr. 12)                                       | 4ª companyia (pr. 21)                                   | 4ª companyia (pr. 28)        | 4ª companyia (pr. 35)                             | 4ª companyia (pr. 44)                    |  |
| Gremis      | Ferrers manyans, clavetaires i agullers          | Julians, pentiners, guanters, sombrerers, ullerers, carters | Teixidors, retorcedors de llana, carders, garbelladors  | Teixidors de lli             | Gerrers, Ollers, i Matalassers                    | Blanquers                                |  |
| Capità      | Ignasi Bòria                                     | Carles de Ribera                                            | Miguel de Calderó                                       | Joan Ponsich                 | Antoni Berardo                                    | Josep Ramon de Magarola                  |  |
|             |                                                  |                                                             |                                                         |                              |                                                   |                                          |  |
| Companyia   | 5ª companyia (pr. 5)                             | 5ª companyia (pr. 13)                                       | 5ª companyia (pr. 22)                                   | 5ª companyia (pr. 29)        | 5ª companyia (pr. 36)                             | 5ª companyia (pr. 45)                    |  |
| Gremis      | Mestres de casa, molers                          | Mariners i mestres d'aixa                                   | Flassaders, llibreters, vidriers, escultors i dauradors | Corders de cànem i viola     | Daguers i beiners                                 | Escudellers                              |  |
| Capità      | Antoni Vilana Cordellas                          | Josep Toda                                                  | Francesc de Bassols                                     | Francesc Sunyer              | Manuel Rocajulià                                  | Josep Antoni Mata                        |  |
|             |                                                  |                                                             |                                                         |                              |                                                   |                                          |  |
| Companyia   | 6ª companyia (pr. 6)                             | 6ª companyia (pr. 14)                                       | 6ª companyia (pr. 23)                                   | 6ª companyia (pr. 30)        | 6ª companyia (pr. 37)                             | 6ª companyia (pr. 46)                    |  |
| Gremis      | Esparters, capsers i torners                     | Flequers i forners                                          | Barreters d'agulla, passamaners                         | Descarregadors               | Carnissers                                        | Taverners                                |  |
| Capità      | Jeroni Claresvalls                               | Francesc de Llinàs                                          | Lluís Claresvalls                                       | Onofre Homdedéu              | Fèlix Teixidor                                    | Antoni Lledó                             |  |
|             |                                                  |                                                             |                                                         |                              |                                                   |                                          |  |
| Companyia   | 7ª companyia (pr. 7)                             | 7ª companyia (pr. 15)                                       | 7ª companyia (pr. 24)                                   | 7ª companyia (pr. 31)        | 7ª companyia (pr. 38)                             | 7ª companyia (pr. 47)                    |  |
| Gremis      | Espaders, tapiners, oripellers, i guadamassilers | Velluters                                                   | Macips de ribera, bastaixos                             | Velers                       | Sabaters de vell                                  | Fadrins sastres                          |  |
| Capità      | Josep de Ferrer                                  | Francesc de Castellví                                       | Francesc Aloy                                           | Rafael de Llinàs             | Jeroni de Salvador                                | Josep de Asprer                          |  |
|             |                                                  |                                                             |                                                         |                              |                                                   |                                          |  |
| Companyia   | 8ª companyia (pr. 8)                             | 8ª companyia (pr. 16)                                       |                                                         |                              | 8ª companyia (pr. 39)                             | 8ª companyia (pr. 48)                    |  |
| Gremis      | Estudiants de Lleis                              | Tenders Revenedors                                          |                                                         |                              | Tintorers, retorcedors de seda, i hostalers       | Espardenyers                             |  |
| Capità      | Doctor Marià Bassons                             | Josep Vilana                                                |                                                         |                              | Francesc Alemany                                  | Josep Codina                             |  |
|             |                                                  |                                                             |                                                         |                              |                                                   |                                          |  |
| Companyia   |                                                  | 9ª companyia (pr. 17)                                       |                                                         |                              | 9ª companyia (pr. 40)                             |                                          |  |
| Gremis      |                                                  | Calceters, i Candelers                                      |                                                         |                              | Estudiants de Medicina, i de Teologia i Filosofia |                                          |  |
| Capità      |                                                  | Jeroni Auter                                                |                                                         |                              | Doctor Josep Fornés                               |                                          |  |

## El setge de Barcelona de 1713-1714
La ciutat, on s'havien aplegat molts combatents valencians, fou assetjada per l'exèrcit borbònic, de 25.000 homes comandats per Restayno Cantelmo Stuart, el duc de Pòpuli, el 25 d'agost de 1713, i es van realitzar alguns atacs infructuosos a causa de l'escassa capacitat artillera dels atacants.
Quan s'inicià el setge s'ordenà reforçar la defensa amb la formació de les esquadres de quarts destinades a obres de defensa i tasques de vigilància. Es van agrupar els civils i refugiats no allistats a l'exèrcit o la Coronela per formar vuit esquadres amb més de 700 homes, que es van acabar integrant a la Coronela i a finals del setge es van transformar en quatre batallons: el 1r batalló de Sant Ramon de Penyafort, 2n batalló de Santa Maria de Cervelló, 3r batalló de Sant Salvador d'Horta, 4t batalló de Sant Oleguer.
Entre el 9 d'agost i el 5 d'octubre del 1713 s'inicià l'intent més seriós per part de les autoritats catalanes d'afavorir l'aixecament del país i atrapar l'exèrcit de Pòpuli entre dos focs. L'anomenada Expedició del Braç Militar, encapçalada pel diputat militar Antoni de Berenguer i el general Rafael Nebot, que trenquen el setge desembarcant a Arenys 300 genets i 300 fusellers amb l'objectiu de reorganitzar forces a l'interior del país, perseguits per 10.000 soldats borbònics en diferents columnes que arrasen els pobles per on ha passat l'expedició. Acaben reclutant uns 5.000 voluntaris però els fou impossible organitzar una acció de socors a la ciutat. Aquest fracàs en l'intent d'atrapar Pòpuli entre dos focs però, consolidà la resistència a l'interior del país i reforçà la plaça de Cardona.
En una primera fase del setge, Pòpuli se centrà en la conquesta dels convents i masos del voltant de Barcelona amb la intenció d'estrènyer el cinturó del bloqueig. Tot i la superioritat numèrica de les tropes borbòniques, aquesta tasca esdevingué un vertader infern per Pòpuli a causa de l'eficàcia de la defensa i, sobretot, de l'artilleria catalana sota el comandament del valencià Joan Baptista Basset que provocà vertaderes matances a les tropes borbòniques. La conquesta de la plana de Barcelona fou cobrada amb moltes víctimes per la banda borbònica i tingué com a punt àlgid la batalla del Convent dels Caputxins el dia 17 de maig.
El 30 de novembre de 1713, els 5 magistrats del Consell de Cent de Barcelona finalitzaren el seu mandat anual i foren escollits els nous consellers. Rafael Casanova fou escollit nou conseller en cap de Barcelona, màxima autoritat de la ciutat que comportava el grau de coronel de la Coronela, que era la base més nombrosa de la guarnició, i es convertí en l'ànima de la resistència. El nou govern de la ciutat canvià l'estratègia defensiva duta a terme fins llavors a l'espera d'ajuda exterior, per una ofensiva en la que se sortiria a l'atac dels assetjants. També va organitzar un aixecament a l'interior amb per desgastar les línies d'aprovisionament i desviar efectius liderat per Antoni Desvalls i de Vergós.
Havent conquerit el Convent dels Caputxins, el duc de Pòpuli pogué avançar les trinxeres i iniciar, gràcies a l'arribada de canons francesos de gran calibre, el bombardeig sistemàtic a la ciutat. L'objectiu no foren les defenses de la ciutat sinó les cases i els ciutadans de Barcelona. Tanmateix, i tot i que la ciutat patí greus destrosses i barris sencers quedaren completament enrunats, la població pogué refugiar-se a la platja de Sant Bertran, al peu de Montjuïc i a l'Arenal, a l'actual Barceloneta. Així doncs, la població se salvà del gran bombardeig refugiant-se fora de la ciutat. Davant d'aquesta situació, Pòpuli demanà a l'almirall Jean Baptiste du Casse, que comandava l'estol del bloqueig marítim a la ciutat, que des del mar es bombardegessin aquelles platges per tal d'obligar la població a entrar de nou a la ciutat. Ducasse respongué que en tota la seva carrera militar no s'havia trobat en una situació igual i que no cometria aquella brutalitat sense una ordre expressa de Lluís XIV de França.

## Membres destacats
- Coronel de la Coronela Rafael Casanova
- Capità Francesc de Castellví i Obando
- Capità Aleix de Sentmenat i de Requesens